# Danil Adáshev
Danil Fiódorovich Adáshev (en ruso: Дании́л Фёдорович Ада́шев, m. 1561) fue un voivoda y okólnichi de Iván el Terrible. Era el hermano menor de Alekséi Adáshev.

## Biografía
Danil aparece junto a su hermano Alekséi el 3 de febrero de 1547 como parte de los hombres al servicio de Iván el Terrible en su boda. En 1551 aparece entre con el rango de striapchi asistente de los voivodas que ocupaban la orilla derecha, elevada, del Volga y participa en la campaña por la conquista de la ciudad de Kazán en 1552. En 1553 apaciguó a los rebeldes de Kazán y nogayos por las cuencas de los ríos Kama, Viatka y Volga, capturando 240 cautivos que enviaría a Kazán. Recibió del zar un premio en oro por estas acciones en 1555 y en 1556 fue nombrado voivoda de Mtsensk.
En la Guerra Livona, que comenzó en enero de 1558, fue uno de los voivodas que lideró al ejército de Moscovia en el saqueo y destrucción de Livonia, participando en el asedio de Narva y en el de Neishloss y en el de Dorpat. Por estas acciones fue nombrado okólnichi en 1559.
Sin embargo, la mayor fama la cobró en su campaña al kanato de Crimea en 1560, coordinada con la de Dmitro Vishnevetski por el Don. Construyó barcas para descender el río Dniéper desde la altura de Kremenchuk al mar Negro y lanzar un ataque por sorpresa saqueando varios ulús y liberando a prisioneros cristianos. Los cautivos turcos los envió a salvo a Ochákiv, asegurando que su hostilidad era con Devlet I Giray y no con el Sultán otomano. Adáshev consiguió escapar con un gran botín pese a la persecución tártara.
En 1560, en Livonia participa en la toma de Viljandi al mando de la artillería y bajo las órdenes de Andréi Kurbski.
Pese a sus méritos, cuando la ira de Iván el Terrible cayó sobre su hermano Alekséi también lo hizo sobre sus parientes y amigos. Fue decapitado junto con su hijo Tarj de 12 años en 1561.